# Marie-Crucifiée de Rosa
Paola Di Nozi en religion sœur Marie Crucifiée de Rose née le 6 novembre 1813 à Brescia, et décédée le 15 décembre 1855 à Brescia, est une religieuse, fondatrice de la congrégation des Ancelles de la Charité. Elle est considérée comme sainte par l'Église catholique.

## Biographie

### Jeunesse
Paola naît à Brescia le 6 novembre 1813 dans le Palais Di Rosa, son père le chevalier Clément IV et sa mère la comtesse Camille Albani font partie de la noblesse. Son instruction scolaire et religieuse est d'abord confiée à un prêtre tandis que sa mère lui donne l’exemple chrétien par la pratique quotidienne de la messe et la visite au Saint Sacrement, elle lui apprend également le catéchisme ainsi que le service aux pauvres, très souvent Paola va à la grille où les pauvres attendent. 
Après le décès de sa mère en 1824, son père décide de mettre sa fille au pensionnat des religieuses de la Visitation à Brescia, elle sera une élève assidue et pratique les exercices de piété avec foi, en plus de la prière commune, il lui arrive de se lever deux heures avant les pensionnaires pour prier ou lire des ouvrages spirituels et passe la récréation de l’après-midi devant le Saint Sacrement. 
Lorsqu'elle revient 5 ans plus tard dans sa famille Paola a 17 ans, elle poursuit ses résolutions et se choisit le curé de la Cathédrale, Mgr Faustino Pinzoni, comme directeur de conscience puis écrit un règlement de vie. Son père l'invite à s'occuper du pensionnat pour ouvrières lié à l'usine de Acquafredda appartenant aux Di Rosa. Lors des moments de repos elle enseigne la foi et leur apprend à lire et à écrire.

### Fondation
En 1836, le choléra se déclare à Brescia, Paola qui a 22 ans obtient l'accord de son père pour assister les malades à l’hôpital malgré le risque élevé de contamination. Mgr Pinzoni lui adjoint Gabrielle Echenos Bornati. Leur exemple est suivi par d’autres personnes qui commencent à soigner les malades. En 1840, Paola et plusieurs de ses compagnes se rassemblent sous le nom de Servantes de la Charité. Monsieur Di Rosa achète une maison près de l'hôpital et après des travaux, la communauté s'installe en 1843.
Le 7 septembre 1850, Paola se rend à Rome pour faire approuver son institut. En attendant d'être reçu par le pape elle se rend à la chapelle des sacramentines où se pratique l'Adoration du Saint Sacrement. Elle a alors l'idée d'inclure l'adoration eucharistique dans son institut. Les Constitutions approuvés par Rome arrivent à Brescia au mois d’avril 1851 ce qui autorise les servantes à prononcer des vœux et de prendre l'habit religieux. 
La date est fixée pour le 18 juin 1852, fête du Sacré Cœur. Paola prend le nom de sœur Marie Crucifiée. L'institut grandit et de nouvelles fondations voient le jour en particulier en Italie mais aussi en Croatie. La fondatrice doit gérer les nombreuses lettres, faire des voyages pour visiter les futurs lieux d'implantations. Le rythme de travail devient de plus en plus intense surtout l'année 1855 où se créent 3 fondations.

## Canonisation
Le 15 décembre 1855, sœur Marie Crucifiée meurt à Brescia. Son corps est enterré dans le caveau familial de Brescia, puis l'année suivante les Servantes obtiennent son transfert dans la chapelle de la Maison Mère. Sa réputation de sainteté se répand, en 1892, l’Autorité ecclésiastique ouvre le procès pour la cause de béatification. Le 10 juillet 1932 elle est reconnue vénérable par Pie XI, 
le 26 mai 1940 elle est béatifiée par Pie XII et une chapelle lui est dédiée à la maison-mère des religieuses. Le 12 juin 
1954, Pie XII la canonise en même temps que Pierre Chanel, Gaspard del Bufalo, Joseph Pignatelli et Dominique Savio. 

## Source
Site des Servantes de la Charité